# Olios milleti
Olios milleti är en spindelart som först beskrevs av Reginald Innes Pocock 1901.  Olios milleti ingår i släktet Olios och familjen jättekrabbspindlar. Inga underarter finns listade i Catalogue of Life.